# Armoniche sferiche

Dall'alto verso il basso: da l=0 a 4
Da sinistra a destra: da m=0 a ±4 (armoniche non immaginarie)
Le due armoniche sferiche non immaginarie che sono combinazioni lineari di y_{l,m} e y_{l,-m} sono equivalenti tra di loro ma ruotate di 90 gradi attorno all'asse z.

In analisi matematica, le armoniche sferiche sono un insieme ortogonale di soluzioni dell'equazione di Legendre, introdotte per la prima volta da Laplace nel 1782. Sono importanti per esempio nel calcolo degli orbitali atomici, nella rappresentazione del campo gravitazionale dei pianeti e dei campi magnetici delle pulsar, e nella caratterizzazione della radiazione di fondo. Nella grafica 3D, giocano un ruolo determinante nell'illuminazione globale e nel riconoscimento di forme 3D. Sono anche alla base dei sistemi di geodesia utilizzati nell'EGM96, il geoide standard di riferimento del WGS84.
Le armoniche sferiche sono funzioni complesse continue limitate delle variabili angolari {\displaystyle \theta } e {\displaystyle \varphi }. Sono importanti in molti campi teorici e applicativi, in particolare in meccanica quantistica, nel caso di moti centrali (per esempio nel calcolo delle configurazioni elettroniche di un atomo), e nell'approssimazione del campo gravitazionale terrestre.

## Definizione
Le soluzioni dell'equazione di Legendre sono di tipo polinomiale (avendo posto {\displaystyle l} intero positivo) e sono una generalizzazione dei polinomi di Legendre che sono ottenibili per {\displaystyle m=0}. Tali soluzioni sono dette polinomi di Legendre associati e hanno la forma:
{\displaystyle P_{l}^{m}(x)=(-1)^{m}(1-x^{2})^{\frac {m}{2}}{\frac {d^{m}P_{l}(x)}{dx^{m}}},}
dove {\displaystyle P_{l}(x)} sono appunto i polinomi di Legendre. In particolare si definiscono armoniche sferiche o funzioni sferiche le funzioni
{\displaystyle Y_{l}^{m}(\theta ,\varphi )={(-1)^{\frac {m+|m|}{2}}}\left\{{\frac {2l+1}{4\pi }}{\frac {(l-|m|)!}{(l+|m|)!}}\right\}^{\frac {1}{2}}P_{l}^{|m|}(\cos \theta )e^{im\varphi },}
con la condizione {\displaystyle |m|\leq l.}
Le armoniche sferiche, scritte in coordinate cartesiane, assumono la forma di polinomi complessi omogenei di grado {\displaystyle l.}

## Proprietà delle armoniche sferiche
Sia {\displaystyle {\hat {n}}} un versore, quindi un oggetto geometrico individuato dalle coordinate {\displaystyle (\theta ,\varphi ).}
- Complesso coniugato

{\displaystyle \left[Y_{l}^{m}({\hat {n}})\right]^{\star }=(-1)^{m}Y_{l}^{-m}({\hat {n}}).}
- Parità totale. Sotto inversione di tutte le coordinate {\displaystyle x\to -x,y\to -y,z\to -z} ovvero {\displaystyle \theta \to \pi -\theta ,\varphi \to \varphi +\pi } le armoniche sferiche sono dispari o pari a seconda di {\displaystyle l}:

{\displaystyle PY_{l}^{m}(\theta ,\varphi )=Y_{l}^{m}(\pi -\theta ,\varphi +\pi )=(-1)^{l}Y_{l}^{m}(\theta ,\varphi )}
- Parità nel piano {\displaystyle xy}. Sotto inversione delle sole coordinate {\displaystyle x,y} le armoniche sferiche sono pari o dispari a seconda di {\displaystyle m}:

{\displaystyle P_{xy}Y_{l}^{m}(\theta ,\varphi )=Y_{l}^{m}(\theta ,\varphi +\pi )=(-1)^{m}Y_{l}^{m}(\theta ,\varphi )}
- Parità lungo {\displaystyle z}. Sotto inversione della sola {\displaystyle z}, {\displaystyle z\to -z}:

{\displaystyle P_{z}Y_{l}^{m}(\theta ,\varphi )=Y_{l}^{m}(\pi -\theta ,\varphi )=(-1)^{l+m}Y_{l}^{m}(\theta ,\varphi )}
poiché {\displaystyle P_{z}=P\,P_{xy}}

## Armoniche sferiche e armoniche cilindriche
Le funzioni di Bessel sono legate alle funzioni di Bessel cilindriche {\displaystyle J_{\alpha }}:
{\displaystyle j_{\alpha }(x)={\sqrt {\frac {\pi }{2x}}}J_{\alpha +1/2}(x).}
Le funzioni di Neumann sono legate alle funzioni di Neumann cilindriche {\displaystyle y_{\alpha }}:
{\displaystyle y_{\alpha }(x)={\sqrt {\frac {\pi }{2x}}}Y_{\alpha +1/2}(x)=(-1)^{\alpha +1}{\sqrt {\frac {\pi }{2x}}}J_{-\alpha -1/2}(x).}
Le funzioni di Hankel sono definite in modo analogo alle funzioni di Hankel cilindriche {\displaystyle H_{\alpha }}:
{\displaystyle h_{\alpha }^{(1)}(x)=j_{\alpha }(x)+iy_{\alpha }(x)}
{\displaystyle h_{\alpha }^{(2)}(x)=j_{\alpha }(x)-iy_{\alpha }(x)}

## Le prime armoniche sferiche
Le prime armoniche sferiche sono:

### Armoniche sferiche conl= 0
{\displaystyle Y_{0}^{0}(x)={\frac {1}{2}}{\sqrt {1 \over \pi }}}

### Armoniche sferiche conl= 1
{\displaystyle {\begin{aligned}Y_{1}^{-1}(x)&={\frac {1}{2}}{\sqrt {3 \over 2\pi }}e^{-i\varphi }\sin \theta &&={\frac {1}{2}}{\sqrt {3 \over 2\pi }}{(x-iy) \over r}\\Y_{1}^{0}(x)&={\frac {1}{2}}{\sqrt {3 \over \pi }}\cos \theta &&={\frac {1}{2}}{\sqrt {3 \over \pi }}{z \over r}\\Y_{1}^{1}(x)&=-{\frac {1}{2}}{\sqrt {3 \over 2\pi }}e^{i\varphi }\sin \theta &&=-{\frac {1}{2}}{\sqrt {3 \over 2\pi }}{(x+iy) \over r}\end{aligned}}}

### Armoniche sferiche conl= 2
{\displaystyle {\begin{aligned}Y_{2}^{-2}(x)&={1 \over 4}{\sqrt {15 \over 2\pi }}e^{-2i\varphi }\sin ^{2}\theta &&={1 \over 4}{\sqrt {15 \over 2\pi }}{(x^{2}-2ixy-y^{2}) \over r^{2}}\\Y_{2}^{-1}(x)&={\frac {1}{2}}{\sqrt {15 \over 2\pi }}e^{-i\varphi }\sin \theta \cos \theta &&={\frac {1}{2}}{\sqrt {15 \over 2\pi }}{(xz-iyz) \over r^{2}}\\Y_{2}^{0}(x)&={1 \over 4}{\sqrt {5 \over \pi }}(3\cos ^{2}\theta -1)&&={1 \over 4}{\sqrt {5 \over \pi }}{(-x^{2}-y^{2}+2z^{2}) \over r^{2}}\\Y_{2}^{1}(x)&=-{\frac {1}{2}}{\sqrt {15 \over 2\pi }}e^{i\varphi }\sin \theta \cos \theta &&=-{\frac {1}{2}}{\sqrt {15 \over 2\pi }}{(xz+iyz) \over r^{2}}\\Y_{2}^{2}(x)&={1 \over 4}{\sqrt {15 \over 2\pi }}e^{2i\varphi }\sin ^{2}\theta &&={1 \over 4}{\sqrt {15 \over 2\pi }}{(x^{2}+2ixy-y^{2}) \over r^{2}}\end{aligned}}}

## Visualizzazione delle armoniche sferiche

Rappresentazione schematica di sulla sfera unitaria e sulle sue linee nodali. è uguale a 0 lungo gli m cerchi che passano attraverso i poli, e lungo ℓ−m cerchi di uguale latitudine. La funzione cambia segno ogni volta che attraversa una di queste linee.

Le armoniche sferiche {\displaystyle Y_{l}^{m}} possono essere visualizzate considerando le loro linee nodali, cioè l'insieme di punti sulla sfera dove {\displaystyle \Re [Y_{\ell }^{m}]=0}, o in alternativa dove {\displaystyle \Im [Y_{\ell }^{m}]=0}. Le linee nodali di {\displaystyle Y_{l}^{m}} sono composte da ℓ cerchi: ci sono |m| cerchi lungo le longitudini e ℓ−|m| cerchi lungo le latitudini. Si può determinare il numero di linee nodali di ciascun tipo contando il numero di zeri di {\displaystyle Y_{l}^{m}} nelle direzioni θ e φ rispettivamente. Considerando {\displaystyle Y_{l}^{m}} come una funzione di θ, i componenti reali e immaginari dei polinomi di Legendre associati possiedono ciascuno ℓ−|m| zeri, ciascuno dei quali dà origine a una linea di latitudine nodale. D'altra parte, considerando {\displaystyle Y_{l}^{m}}come una funzione di φ, le funzioni trigonometriche sin e cos possiedono 2|m| zeri, ciascuno dei quali dà origine a una linea di longitudine nodale.

## Meccanica quantistica
Le armoniche sferiche sono importanti in meccanica quantistica perché sono autofunzioni simultanee degli operatori momento angolare totale {\displaystyle L^{2}} , della sua componente lungo {\displaystyle z} e dell'operatore parità:
{\displaystyle Y_{l,m}(\theta ,\varphi )\equiv \langle \theta ,\varphi |l,m\rangle .}
E si ha:
{\displaystyle L^{2}Y_{l}^{m}={l(l+1)}\hslash ^{2}Y_{l}^{m}}
{\displaystyle L_{z}Y_{l}^{m}=m\hslash Y_{l}^{m}.}
Inoltre poiché la parte angolare del laplaciano può essere scritta in funzione di {\displaystyle L}:
{\displaystyle \nabla _{\Omega }^{2}={\frac {1}{r^{2}\sin \theta }}{\frac {\partial }{\partial \theta }}\left(\sin \theta {\frac {\partial }{\partial \theta }}\right)+{\frac {1}{r^{2}\sin ^{2}\theta }}{\frac {\partial ^{2}}{\partial \varphi ^{2}}}=-{\frac {1}{\hslash ^{2}r^{2}}}L^{2},}
possiamo scrivere le soluzioni dell'equazione di Schrödinger come il prodotto di una funzione radiale per una armonica sferica. Infatti il momento angolare è il generatore delle rotazioni e in un sistema a simmetria sferica deve essere una costante del moto:
{\displaystyle [H,L]=0.}
Le armoniche sferiche rappresentano l'ampiezza di probabilità che un sistema caratterizzato dai numeri quantici dell'operatore momento angolare {\displaystyle l} e {\displaystyle m} si trovi in una posizione la cui direzione è definita dai valori di {\displaystyle \theta ,\varphi }, angoli delle coordinate sferiche.